# Klon wieczniezielony
Klon wieczniezielony (Acer sempervirens) – gatunek z rodziny mydleńcowatych (Sapindaceae). W obrębie rodzaju klasyfikowany do sekcji Acer i serii Monspessulana. Występuje naturalnie w południowo-wschodniej Europie oraz w południowo-zachodniej Azji. Głównie na terenie Grecji i Turcji.

## Morfologia
PokrójKrzew lub drzewo dorastające do 12 m wysokości, pień o średnicy do 50 cm. Częste są formy wielopniowe.
KoraU młodych drzew gładka, szara, u starszych spękana tafelkowato.
LiścieMałe, sztywne, skórzaste, trójklapowe lub niekiedy pojedyncze (owalne), obustronnie nagiez wierzchu ciemnozielone, pod spodem jasnozielone, na bardzo krótkich ogonkach (ogonki długości 0,5–1,5 cm). Mają długość 1–4 cm, szerokość 1–3 cm. Brzeg blaszki jest gładki lub nieco falisty. Liście są całkowicie lub częściowo zimozielone, co jest rzadkością w rodzaju klon Acer. Przypominają nieco klon francuski Acer monspessulanum, który jednak ma większe liście, na dłuższych ogonkach, opadające na zimę, za młodu na spodzie miękko owłosione.
KwiatyNiepozorne, zielono-żółte, pięciodzielne, krótkoszypułkowe, w małych, skąpokwiatowych baldachogronach.
OwoceTypowe dla klonów rozłupnie składające się z dwóch nagich, zazwyczaj zaczerwienionych skrzydlaków o zaokrąglonych skrzydełkach, długości do 3 cm, ustawionych pod kątem ostrym (podobnie jak u jaworu).

## Ekologia
Drzewo to jest bardzo odporne na suszę, rośnie na umiarkowanych i średnich wysokościach, zazwyczaj na skalistym, nachylonym, często zerodowanym, wapiennym podłożu. Może występować pojedynczo we fryganie lub wchodzić w skład zarośli makii. W górach Krety buduje wraz z cyprysem wieczniezielonym Cupressus sempervirens, dębem skalnym Quercus coccifera i miejscami z brzostownicą kreteńską Zelkova abelicea (endemit występujący tylko w górach Krety) mało zwarte lasy ze związku Acero-Cupression (siedlisko Natura 2000 o kodzie 9290).